# 111 (numero)
Centoundici (111) è il numero naturale dopo il 110 e prima del 112.

## Proprietà matematiche
- È un numero dispari.
- È un numero composto e ha i seguenti quattro divisori: 1, 3, 37, 111. Poiché la somma dei divisori è 41 < 111 è un numero difettivo.
- È un numero semiprimo visto che è il prodotto dei numeri primi 3 e 37.
- È un numero perfetto totiente.
- È la costante del più piccolo quadrato magico usando soli numeri primi e 1:

{\displaystyle {\begin{bmatrix}31&73&7\\13&37&61\\67&1&43\\\end{bmatrix}}}
- È la costante di un quadrato magico con i numeri interi da 1 a 36.
- È un numero di Harshad nel sistema numerico decimale.
- In base 10, è divisibile per il prodotto delle sue cifre.
- È un numero ennagonale.
- È il numero 7 scritto in codice binario.
- È un numero nontotiente.
- È un numero a cifra ripetuta e un numero palindromo il cui quadrato (12321) è palindromo nel sistema numerico decimale ed è altresì palindromo nel sistema a sistema di numerazione posizionale in base 6 (303).
- È parte delle terne pitagoriche (36, 105, 111), (111, 148, 185), (111, 680, 689), (111, 2052, 2055), (111, 6160, 6161).
- È un numero fortunato.
- È un numero intero privo di quadrati.
- È un numero congruente.
- È un numero malvagio.
- È un numero repunit nel sistema numerico decimale.

## Astronomia
- 111P/Helin-Roman-Crockett è una cometa periodica del sistema solare.
- 111 Ate è un asteroide della fascia principale del sistema solare.

## Astronautica
- Cosmos 111 è un satellite artificiale russo.

## Chimica
- È il numero atomico del Roentgenio (Rg).